# جمهوری خودمختار شوروی سوسیالیستی آلمانی ولگا

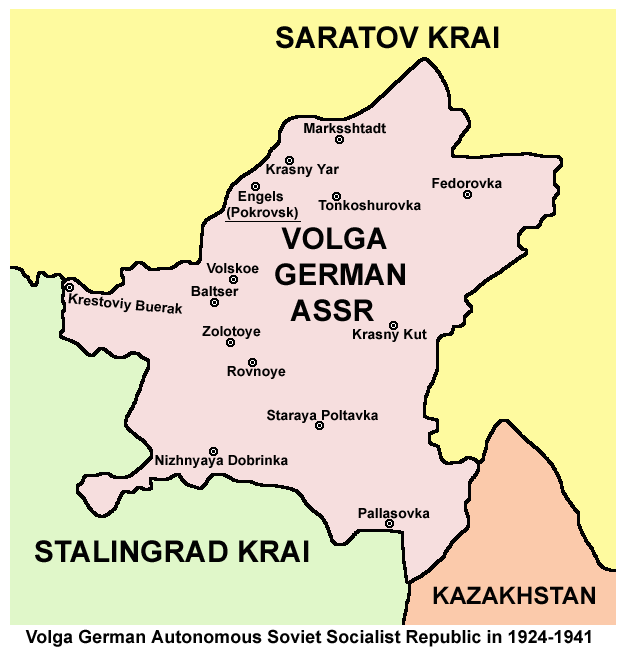

جمهوری خودمختار شوروی سوسیالیستی آلمانی ولگا (در آلمانی:Autonome Sozialistische Sowjetrepublik der Wolgadeutschen، روسی:Автономная Советская Социалистическая Республика Немцев Поволжья) جمهوری خودمختاری بود که میان سال‌های ۱۹۲۴ تا ۱۹۴۱ میلادی بنیاد نهاده شده‌بود و پایتختش شهر انگلس (تا ۱۹۲۹ پوکروفسک) در کرانهٔ رود ولگا بود.

## تاریخچه
با انقلاب ۱۹۱۷ روسیه، کمون کارگران آلمانی ولگا موقعیت ویژه‌ای در میان توده‌های غیر روس شوروی یافت. در ۱۹۲۴ این اجتماع به صورت یک جمهوری خودمختار درآمد. این جمهوری بخش‌های آلمانی‌نشین کرانهٔ ولگا را دربرمی‌گرفت. اقلیت آلمانی‌نژاد روسیه در سال ۱۸۹۷ پیرامون ۱.۸ میلیون تن بود. بر طبق سرشماری ۱۹۳۹ شمار آلمانی‌های جمهوری ۶۰۵٬۵۰۰ تن بوده‌است.
با تازش آلمان نازی به شوروی در ۱۹۴۱ جمهوری خودمختار ولگا به پایان خود رسید، زیرا استالین دستور انحلال این جمهوری و تبعید آلمانی‌ها را به سیبری و قزاقستان صادر نمود. جمهوری رسماً در ۷ سپتامبر همان سال منحل شد. در ۱۹۵۳ که استالین مرد، سرانجام دولت شوروی ستمی را که بر آلمانی‌ها رفته‌است را پذیرفت، با این همه جمهوری خودمختار آلمانی ولگا دیگر هرگز دوباره‌سازی نشد. سرزمین زیر کنترل جمهوری نیز امروزه در استان ساراتوف جای‌دارد.
با فروپاشی شوروی بسیاری از آلمانی‌تبارها به آلمان کوچیدند و توانستند با توجه به نژاد خویش تابعیت آلمانی به دست آورند.

## جمعیت شناسی
جدول پایین جمعیت گروه های قومی(زبانی-نژادی) در جمهوری سوسیالیستی شوروی خودمختار آلمانی ولگا را در سال های میان ۱۹۲۶ تا ۱۹۳۹ بر پایه سرشماری های اتحاد جماهیر شوروی نمایش می دهد. 
| قومیت ها    | سرشماری ۱۹۲۶   | سرشماری ۱۹۳۹   |
| آلمانی‌ها    | (٪۶۶.۴)۳۷۹,۶۳۰ | (٪۶۰.۵)۳۶۶,۶۸۵ |
| روس‌ها       | (٪۲۰.۴)۱۱۶,۵۶۱ | (٪۲۵.۰)۱۵۶,۰۲۷ |
| اوکراینی‌ها  | (٪۱۲.۰)۶۸,۵۶۱  | (٪۹.۶)۵۸,۲۴۸   |
| قزاق‌ها      | (٪۰.۲)۱,۳۵۳    | (٪۱.۵)۸,۹۸۸    |
| تاتارها     | (٪۰.۴)۲.۲۲۵    | (٪۰.۷)۴.۰۷۴    |
| موردْوینها   | (٪۰.۳)۱۴۲۹     | (٪۰.۵)۳۰۴۸     |
| بلاروسی‌ها   | (٪۰.۰)۱۵۹      | (٪۰.۳)۱۶۳۶     |
| چینی‌ها      | (٪۰.۰)۵        | (٪۰.۲)۱۲۸۴     |
| یهودی‌ها     | (٪۰.۰)۱۵۲      | (٪۰.۲)۱۲۱۶     |
| لهستانی‌ها   | (٪۰.۰)۲۱۶      | (٪۰.۱)۷۵۶      |
| استونیایی‌ها | (٪۰.۱)         | (٪۰.۱)۵۲۱      |
| دیگران      | (٪۰.۱)۷۱۰      | (٪۰.۶)۳۸۶۹     |
| تمام جمعیت  | ۵۷۱,۷۵۴        | ۶۰۶,۳۵۲        |
| ----------- | -------------- | -------------- |